# Žĺtkové rezy
I (Orechovo-) žĺtkové rezy (/'ɔrexɔʋɔ-ʐl̩tkɔʋeː 'rezi/, in italiano: fette di (noce-)tuorlo), i jarné (orechové) rezy (/'jarneː 'ɔrexɔʋeː 'rezi/, in italiano: fette (di noce) primaverile), il žltý koláč (/'ʐltiː 'kɔlaːtʂ/, in italiano: torta gialla) o il zlatý koláč (/'zlatiː 'kɔlaːtʂ/, in italiano: torta dorata), in Slovacchia, o i žloutkové řezy (s ořechy) (/'ʒloutkovɛː 'r̝ɛzɪ 's 'or̝ɛxɪ/, in italiano: fette di tuorlo (con noce)), nella Repubblica Ceca, è un múčnik festivo ceco e slovacco semplice da pan di noce, possibilmente con aroma di caffè, e glassa di tuorlo. Sono tradizionalmente serviti a Natale, Pasqua, alla feste o semplicemente adatto al caffè.